# Pita Taufatofua

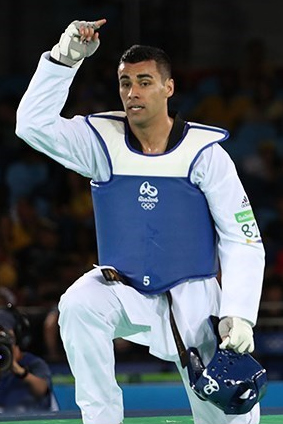
Pita Nikolas Taufatofua

Pita Nikolas Taufatofua (* 5. November 1983 in Brisbane, Australien) ist ein tonganischer Taekwondokämpfer und Skilangläufer.

## Sportarten

### Taekwondo
Im Februar 2016 gewann er das ozeanische Qualifikationsturnier für die Olympischen Sommerspiele in Rio de Janeiro. Bei der Eröffnungsfeier war er der Fahnenträger seiner Mannschaft. Für sein Auftreten im traditionellen Kostüm und mit eingeöltem Oberkörper erhielt er besonderen Applaus der Zuschauer. Taufatofua trat im Schwergewicht an und schied bereits in der ersten Runde aus.
Während der Eröffnungsfeier der Olympischen Sommerspiele 2020 war er wie bereits 2016 in Rio de Janeiro und 2018 in Pyeongchang, jedoch diesmal gemeinsam mit seiner Taekwondo-Kollegin Malia Paseka, der Fahnenträger seiner Nation.

### Skilanglauf
2017 ging Taufatofua bei den Nordischen Skiweltmeisterschaften im Skilanglauf an den Start und arbeitete auf eine Teilnahme an den Olympischen Winterspielen 2018 in Pyeongchang hin. Nach einem 153. Platz in der Qualifikation über die Sprintdistanz von 1600 m konnte er sich nicht für das Finale seiner Disziplin qualifizieren. Im Januar 2018 gelang ihm bei einem Rennen in Island schließlich die Erfüllung der Olympianorm. Bei der Eröffnungsfeier der Olympischen Spiele in Pyeongchang trat er im traditionellen Kostüm und mit eingeöltem Oberkörper auf und trug die Flagge seines Landes. Im Rennen über 15 km Freistil lief er auf Platz 114 von 119 Gestarteten, mit einem Rückstand von knapp 23 Minuten auf Olympiasieger Dario Cologna.